# Tempi tempestosi a Villa Ghiacciaossa
Tempi tempestosi a Villa Ghiacciaossa (Return ro Groosham Grange) è un romanzo fantasy scritto dall'autore inglese Anthony Horowitz e il secondo romanzo della serie Villa Ghiacciaossa . È stato pubblicato per la prima volta in originale nel 1999 con il nome The Unholy Grail, ma è stato poi ristampato nel 2003 con il nuovo nome, Return to Groosham Grange . Questo cambiamento nel titolo è stato fatto per aiutare a collegare i due libri insieme. In Italia, è stato portato da Mondadori nel 2004 nella traduzione di Angela Ragusa e le illustrazioni di Vittoria Facchini.
Tempi tempestosi a Villa Ghiacciaossa funge da sequel diretto di Villa Ghiacciaossa e ruota principalmente attorno a un complotto riguardante un agente segreto del vescovo di Bletchley che cerca di distruggere Villa Ghiacciaossa una volta per sempre. Era previsto un secondo sequel, ma Horowitz ha cambiato idea dopo il successo della serie di Harry Potter .
David dopo aver inizialmente odiato Villa Ghiacciaossa quando è arrivato quasi un anno fa, ha deciso di accettarla. David ora si rende conto che appartiene a questa scuola e ha un nuovo obiettivo. Vuole vincere il primo premio della scuola, L'Infame Graal.
Durante tutto l'anno, David ha lavorato duramente per guadagnare il maggior numero di punti in modo da poter andare via con il Graal. Ma tre mesi fa, Vincent King, un nuovo studente, si era unito alla scuola. Vincent essendo adattivo, ha guadagnato rapidamente punti e poi è rimasto secondo in linea dietro a David per vincere il premio. Vedendo Vincent come un rivale, David ha provato un'immediata antipatia per il nuovo ragazzo, anche se Vincent è diventato molto popolare.
Alla fine, quando l'anno volgeva al termine ed era rimasta una sola prova (es "Incantesimo Avanzato"), David è sollevato di sapere che ha ancora 30 punti di vantaggio su Vincent. Un giorno, David vede Vincent uscire da un'alta torre. Quando David cerca di entrare nella torre, viene notato da Gregor, il portiere della scuola ed è quindi costretto a tornare alle sue lezioni. Convinto che Vincent stia tramando qualcosa, David vuole sapere cosa c'è dentro la torre. L'essere trattenuto da Gregor fa sì che David sia in ritardo per la lezione e perde tre punti, il che gli dà un vantaggio di 27 punti su Vincent.
Successivamente, David inizia una lotta con Vincent e perde altri nove punti. Ma quella notte, David si sveglia e nota che il letto di Vincent è vuoto. Nel corridoio, crede di vedere Vincent intrufolarsi nell'ufficio del signor Pece e del signor Pinza. Quando David entra nella stanza, non c'è nessuno tranne il signor Pece e il signor Pinza che dormono sul letto. David vede dei fogli e li raccoglie e vede che sono le domande per il test "Incantesimo Avanzato" che dovrebbe sostenere il giorno successivo. Proprio mentre li sta mettendo giù, la porta dell'ufficio si spalanca e il signor Helliwell lo ha catturato. David perde quindici punti, e ora Vincent è alle sue spalle nella corsa al primo premio, con un solo punto di vantaggio.
Infine, si svolge il test "Incantesimo Avanzato" e Vincent ottiene un punto più alto di lui e questo stabilisce il punteggio e c'è un pareggio. L'insegnante di correzione, il signor Sgozzingoz, dice che David non ha scritto una risposta completa e questo è allarmato perché è sicuro di averla scritta. Poi, c'è uno spareggio in cui una statuetta blu della sig.ra Pedicure (un'altra insegnante) deve essere recuperata dal British Museum senza alcun uso della magia. Alla fine, riesce a risolvere il messaggio criptico dato dal signor Sgozzingoz e lo trova. Ma alla fine, i modelli in cera di Madame Tussauds lo attaccano e perde la statuetta. Più tardi, scopre che Vincent ha ottenuto la statuetta. Pertanto, Vincent viene dichiarato il vincitore dell'Infame Graal. Come al solito, sospetta che Vincent sia traditore poiché credeva che Vincent avesse realizzato quei modelli in cera per attaccarlo.
Quando David finalmente entra nella torre, trova prove che affermano che qualcuno sta cercando di distruggere Villa Ghiacciaossa. Il piano dell'agente è di portare l'Infame Graal via dall'isola e poi a Canterbury, cosa che farà distruggere la scuola. Vede anche pipistrelli nella torre - che deduce che debbano inviare messaggi segreti al vescovo di Bletchley. Mentre David sta leggendo, viene improvvisamente spinto fuori dalla finestra, tuttavia sopravvive mentre rimane impigliato in alcune viti che crescono sui muri della Torre Est. David si rende conto che deve impedire che la distruzione avvenga.
Il giorno della premiazione, Vincent riceve finalmente il Graal, ma non appena i genitori escono dalla cerimonia di premiazione, si verifica un'improvvisa distruzione. E David pensa che Vincent sia responsabile. Quindi, si avventura nella torre per scoprire cosa sta succedendo, ma poi viene catturato dall'agente. Poi si ritrova faccia a faccia con Jill Green, la sua migliore amica, e Vincent King, il suo rivale. Si vergogna di scoprire che Vincent non era responsabile di nulla. L'unico motivo per cui è entrato nella torre quel giorno era perché fumava. A quel punto, David aveva intuito chi era stato.
Decolla sul manico della scopa della Signora Fiato Freddo e trova l'Infame Graal con il signor Helliwell vicino alla chiesa di Canterbury. I pezzi del puzzle iniziano a combaciare. Era il signor Helliwell che stava raccogliendo i documenti di prova, quindi ha semplicemente rimosso il foglio con la risposta. Era lui che aveva fatto i modelli in cera per attaccarlo ed è ovviamente l'agente. Aveva incontrato il vescovo di Bletchley ad Haiti che lo aveva riformato e sotto le sue istruzioni aveva cercato di distruggere Villa Ghiacciaossa. In qualche modo, formulando un piano, David riesce a ottenere il Graal e lo restituisce alla scuola. Tuttavia, per motivi personali, decide di lasciare definitivamente la scuola.

## Personaggi

### Personaggi principali
- David Eliot - È lui il protagonista della storia. È stato a Villa Ghiacciaossa per quasi un anno e all'inizio l'ha odiata dopo aver scoperto il suo oscuro segreto sulla magia malvagia. Aveva litigato con le autorità scolastiche e aveva cercato di scappare, ma invano. Disprezzò anche gli insegnanti perché aveva notato che erano tutti creature mitiche. Alcuni di loro erano maghi, streghe, lupi mannari e vampiri. Dopo un anno di scuola, si rende conto che era destinato a venire qui poiché era il settimo figlio di un settimo figlio e quindi adatto a possedere la magia. Ora accetta la scuola e cerca di arrivare primo in classifica ottenendo il maggior numero di punti. Il libro lo coinvolge in una svolta in cui crede che qualcosa di sospetto stia succedendo con un altro studente, Vincent King, che era arrivato di recente ed era appena sotto di lui sulla tabella dei punti.[4]
- Jill Green – La migliore amica di David. Era molto triste di scoprire che David aveva barato nella Giornata dello sport. Ha anche sostenuto Vincent, giustamente dove in realtà non era responsabile, ma David la sospettava ancora.
- Vincent King - È il sospetto antagonista nella storia, ma in realtà non lo è. Era entrato a far parte della scuola durante il secondo anno di David e in 3 mesi si era adattato a tutto ed era appena sotto David sulla tabella dei punti. Tuttavia, Eliot aveva ancora un vantaggio di 30 punti. Improvvisamente, tutto cambia quando i punti di David iniziano a calare a causa dei suoi errori. David pensa che tutti gli errori che ha commesso non siano stati altro che intricate trappole tese da Vincent. Alla fine, si rende conto che è stato tutto un malinteso.[5]
- Sig. Helliwell[Nome adattato nell'edizione italiana] - L'insegnante di voodoo a Villa Ghiacciaossa. È il vero antagonista del romanzo. Il signor Helliwell era entrato a far parte della scuola più o meno nello stesso periodo di Vincent King. È lui l'agente segreto del vescovo di Bletchley. In realtà era un malvagio mago della magia nera, tuttavia quando andò ad Haiti per una vacanza, incontrò il Vescovo che poi lo riformò drasticamente e gli chiese di distruggere Villa Ghiacciaossa che ospitava la magia nera. Aveva quindi teso delle trappole e poi le aveva progettate in modo tale che David avesse sempre pensato che Vincent fosse responsabile. In realtà aveva spinto David fuori dalla finestra della torre. È stato lui a mandare quei modelli in cera ad attaccarlo. Ed era stato lui che aveva effettivamente aperto la cassaforte e tenuto i fogli delle domande del test sulla scrivania per incastrare David. È stato anche lui a rimuovere uno dei fogli di risposta di David facendogli perdere 35 punti. Era anche riuscito a spedire il Graal Infame dall'Isola Diteschio a Canterbury, ma all'ultimo momento David lo ha sconfitto.

### Personaggi secondari
- Sig. Sgozzingoz – Il vice preside. È un vampiro. Sgozzingoz ha avuto l'idea di fare lo spareggio.
- Edward ed Eileen Eliot - I genitori piuttosto eccentrici di David Eliot. Anche se piuttosto benestanti, sembrano avere difficoltà finanziarie in questo libro a causa del fatto che Edward Eliot ha recentemente acquistato una Rolls-Royce arancione nuova di zecca appositamente convertita. Questo perché il signor Eliot non può camminare e deve usare una sedia a rotelle elettrica, quindi l'auto è stata modificata per soddisfare le sue esigenze in modo che possa ancora guidare. Ha anche l'impressione che solo perché il Regno Unito fa parte dell'Europa (il romanzo è stato scritto prima della Brexit), dovrebbe guidare sul lato destro della strada invece che a sinistra, proprio come in altri paesi europei.
- Zia Mildred: uno dei sei fratelli di Edward Eliot, e quindi la zia di David. È vedova perché suo marito è morto di recente per la semplice noia di vivere con lei. È piuttosto loquace e ha anche una fissazione piuttosto strana per tutto ciò che riguarda il giapponese .
- Sig. Pece e Sig. Pinza – Sono i capi di istituto. Possiedono lo stesso corpo ma hanno due teste distinte.
- Sig.ra. Fiato Freddo – È un'anziana strega che è diventata la direttrice della scuola dopo la morte del marito. È l'insegnante di "Stregoneria generale". Fu bruciata sul rogo due volte, una durante il regno di re Giovanni e un'altra volta nel 1332.
- Sig.ra Pedicure – Miss Pedicure è una mummia che esiste dall'inizio dei tempi. Era la sua statuetta blu che doveva essere recuperata dal British Museum.
- Gregor - Un gobbo in modo allarmante deforme che lavora come tuttofare della scuola.
- Captain Bloodbath[Nome adattato nell'edizione italiana]: il capitano che traghetta i genitori a Villa Ghiacciaossa per la festa dei genitori. Dopo aver perso entrambe le mani nel primo libro, ora ha un paio di quelle di metallo che alcuni studenti gli hanno fatto con l'alluminio nella loro classe di falegnameria.
- Jeffrey – Un personaggio importante nel primo libro, viene mostrato solo all'inizio del romanzo durante la Giornata dello sport.

## Elementi

### Il Graal Infame
Il Graal Infame è una coppa di incommensurabile potere magico malvagio dato all'allievo più famoso (cioè quello che segna più punti ed è in cima alla classifica) ogni anno a Villa Ghiacciaossa. Contiene pietre rosse sulla parete esterna che sono rubini o carbonchi. È tenuto nascosto in un passaggio sotto l'isola DiTeschio con un magico recinto di ferro a guardia.

## Sequel abbandonato
Nel maggio 2021, Horowitz ha rivelato alcuni dettagli a un fan su Twitter sulla trama del terzo romanzo abbandonato di Villa Ghiacciaossa . Horowitz spiegò brevemente che il romanzo avrebbe essenzialmente seguito David mentre viaggiava per il mondo da solo, proprio come aveva promesso al signor Sgozzinzog alla fine di Tempi tempestosi a Villa Ghiacciaossa . A partire dal maggio del 2021, Horowitz non ha intenzione di rivisitare la serie.